# Ванадзе, Хасия Муртазович
Хасия Муртазович Ванадзе (1905 год, село Мекеидзееби, Батумская область, Российская империя — неизвестно, село Мекеидзееби, Хулойский район, Аджарская АССР, Грузинская ССР) — звеньевой колхоза имени III Интернационала Хулойского района Аджарской АССР, Грузинская ССР. Герой Социалистического Труда (1948).

## Биография
Родился в 1905 году в крестьянской семье в селе Мекеидзееби Батумской области (сегодня — Хулойский муниципалитет). После окончания местной начальной школы трудился в личном сельском хозяйстве. Во время коллективизации одним из первых вступил в колхоз имени III Интернационала Хулойского района. Трудился рядовым колхозником, в послевоенные годы — звеньевой полеводческого звена.
В 1947 году звено под его руководством собрало в среднем с каждого гектара по 71,84 центнера кукурузы на участке площадью 3 гектара. Указом Президиума Верховного Совета СССР от 21 февраля 1948 года удостоен звания Героя Социалистического Труда за «получение высоких урожаев кукурузы и пшеницы в 1947 году» с вручением ордена Ленина и золотой медали «Серп и Молот» (№ 885).
Этим же Указом званием Героя Социалистического Труда был награждён звеньевой соседнего колхоза имени Берия Хулойского района Рамиза Исмаиловича Беридзе, звено которого соревновалось со звеном Хасии Ванадзе.
После выхода на пенсию проживал в родном селе Мекеидзееби Хулойского района. Дата его смерти не установлена.